# Феодор Продром
Феодо́р Продро́м или Птохопродром (греч. Θεόδορος Πρόδρομος) — византийский поэт и писатель XII века.

## Биография
Даты его рождения и смерти точно не установлены. Расцвет его деятельности падает на царствования Иоанна II и Мануила I Комнинов, хотя до конца царствования Мануила он не дожил. О раннем и зрелом периоде его жизни известно лишь из его произведений, а о конце его жизни есть разрозненные сообщения и эпистолярные свидетельства Михаила Италика и Евстафия Солунского, а кроме того, известна монодия на его смерть, написанная Никитой Евгенианом.
Продром жил и учился в Константинополе, после окончания курса наук он стал грамматиком (преподавателем словесности), учителем Анны Комнины, а позже входил в кружок императрицы Ирины. Несколько раз он подвергался опале, его отстраняли от преподавания, он впадал в нужду. Известен факт его участия в заговоре против Иоанна Комнина, когда тот был еще наследником престола.

## Творчество
Литературное наследие Продрома огромно. Оно включает в себя сочинения нескольких групп:

### Научные сочинения
- богословские трактаты и комментарии к евангельским текстам
- комментарий к Аристотелю
- словари
- грамматические трактаты

### Риторическая проза
- многочисленные письма к современникам — друзьям и высочайшим особам

#### Сатира
- «Невежда, или Считающий себя грамматиком»
- «Филоплатон, или Кожевник»
- «Продажа с публичного торга жизней поэтов и политиков»
- «Палач, или Врач» (добродушно-ироническое повествование о посещении автором зубного врача)
- «Амарант, или Влюбленный старик» (диалог на тему предстоящей женитьбы старого врача на молоденькой дочери садовника)

### Поэтическое наследие
- эпиграммы
- сатирические поэмы
- «Катомиомахия» — драма для чтения, пародирующая древнюю «Батрахомиомахию», в форме имитации греческой трагедии с помощью техники центонов. Это греческая трагедия в миниатюре, с прологом, речью вестника, хоровыми партиями. Её содержание — поход мышиного царя Креилла («Мясолюб») против Кошки. Центральным эпизодом является сцена причитаний царицы мышей в форме её диалога с хором, после того как мышиное войско отправилось в поход. Продром пародирует здесь «Персов» Эсхила, а стихи заимствует у Еврипида. Кончается пьеса типичным еврипидовским приемом «бог из машины»: Кошке в разгар битвы падает на голову гнилая балка.
- роман «Роданфа и Досикл»

## Продромические поэмы
Огромное и разнообразное наследие Продрома породило многочисленные подражания и переделки. В частности, под именем Птохо-Продрома («Нище-Продрома») сохранилось несколько небольших сатирических поэм. Это оригинальные образцы наполовину народного, наполовину литературного языка в их довольно органичном смешении, в основном о судьбе учёного, впадающего периодически в жесточайшую бедность.